# Krabbenkreek

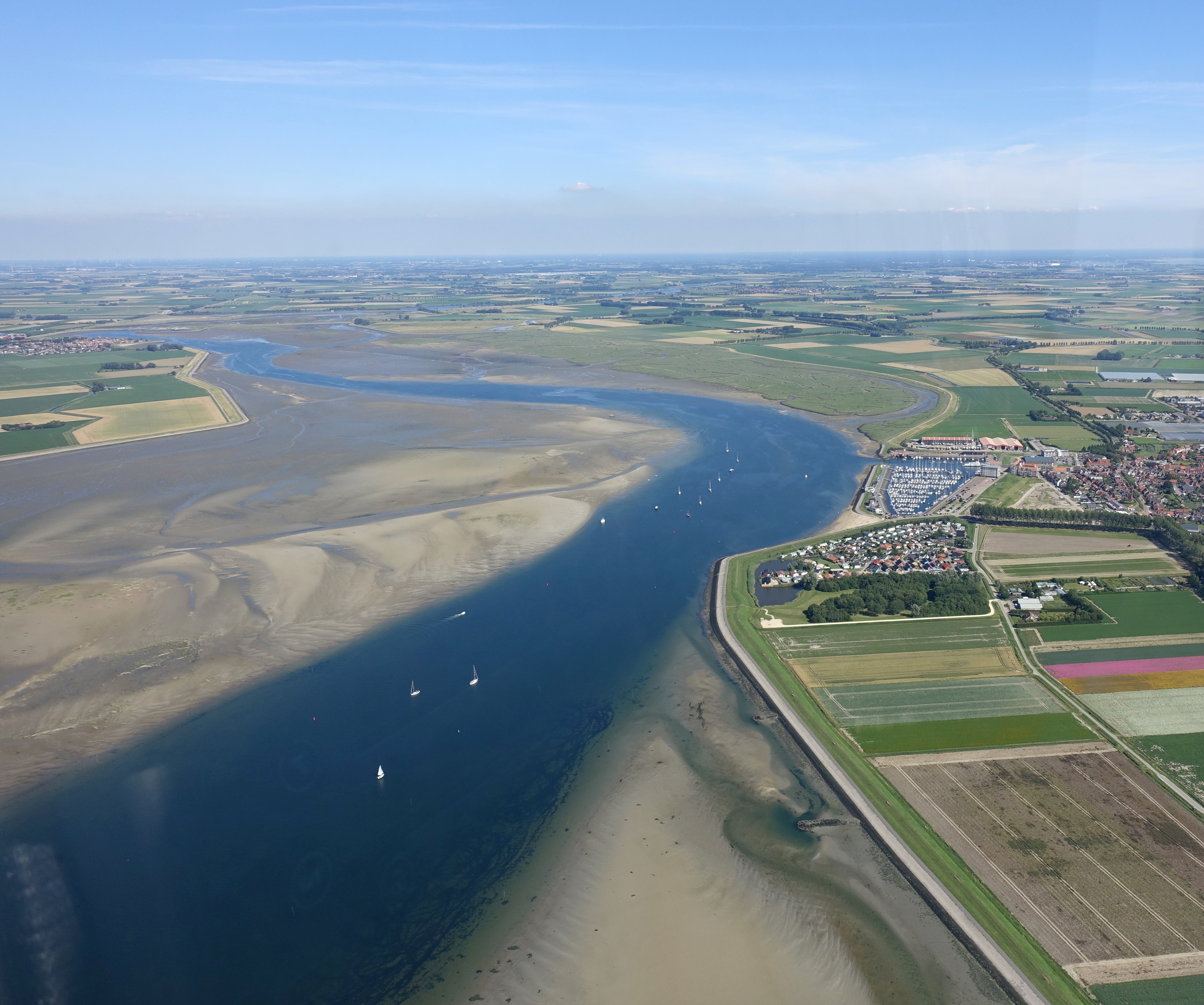

De Krabbenkreek is een betonde vaargeul tussen de eilanden Tholen en Sint Philipsland in de Nederlandse provincie Zeeland. De Krabbenkreek begint in het westen aan het Mastgat en loopt naar het oosten tot een werkhaven bij Sint Philipsland.
Voor de Deltawerken kwam het vaarwater uit in de vroegere Eendracht, het tegenwoordige Schelde-Rijnkanaal. Ten behoeve van de scheepvaart op dit kanaal is in 1972 de Krabbenkreekdam aangelegd.
De dorpen Sint Annaland en Sint Philipsland hebben een haven aan de Krabbenkreek.
De vaargeul Krabbenkreek is te gebruiken voor schepen van CEMT-klasse IV.
De Krabbenkreek is onderdeel van het Nationaal Park Oosterschelde en valt binnen het Natura 2000-gebied Oosterschelde.